# L'Élan (film)
Pour plus de détails, voir Fiche technique et Distribution.
L'Élan est une comédie française réalisée par Étienne Labroue, sortie en 2015.

## Fiche technique
- Titre : L'Élan
- Réalisation : Étienne Labroue
- Scénario : Étienne Labroue et Marc Bruckert
- Musique : Étienne Charry
- Montage : Antoine Moreau
- Photographie : Bruno Romiguière
- Costumes : Frédéric Cambier
- Producteurs : Igor Wojtowicz
- Société de production : Ferris & Brockman, en association avec Cinémage 9
- Distribution : Zelig Films Distribution
- Pays d'origine :  France
- Durée : 82 minutes
- Genre : comédie
- Dates de sortie :
  - France : 5 septembre 2015

## Distribution
- Aurélia Petit : Aurélie Petiot
- Olivier Broche : Olivier Petiot
- Délia Espinat-Dief : Shelby Petiot
- François Morel : le garagiste
- Bernard Montiel : lui-même
- Kamel Abdessadok : le barman
- Arsène Mosca : Willy
- Guillaume Briat : Paulo
- David Geselson : Philippe